# إيمان الشنطي
إيمان الشنطي صحفية فلسطينية إغتالها الإحتلال الصهيوني مع نجلها في قطاع غزة في الحادي عشر من ديسمبر 2024.

## مسيرتها
استشهدت الصحفية إيمان الشنطي عابد، إلى جانب أسرتها في مدينة غزة، وذلك في قصف إسرائيلي استهدف منزلهم في حي الشيخ رضوان. وبحسب مصادر طبية، استشهدت الصحفية الشنطي إلى جانب كل من زوجها حلمي عابد، وأبناءها بلال وألمى وعمر. وتعمل الصحفية الشنطي عابد (38 عاما) مذيعة في إذاعة الأقصى المحلية، ومقدمة برامج إلى جانب عملها كناشطة اجتماعية. وكتبت الصحفية الشنطي قبل استشهادها بنحو 3 ساعات، منشورا قالت فيه: "معقول إنه لساتنا عايشين لحتى الآن.. الله يرحم الشهداء". وباستشهاد الصحفية الشنطي يرتفع عدد الشهداء الذين ارتقوا منذ بداية الحرب على قطاع غزة إلى 193 صحفيا وصحفية.